# Clandestino (chanson)
Pour les articles homonymes, voir Clandestino.
Singles de Manu Chao
Bongo Bong/Je ne t'aime plus Merry Blues
Pistes de Clandestino
Peligro
Clandestino (clandestin en espagnol) est une chanson en espagnol, de Manu Chao qui figure sur l'album du même nom, son premier album solo sorti en 1998, en première piste. Le rythme est plutôt reggae.
Le titre est sorti en single (deuxième single extrait de cet album après Bongo Bong/Je ne t'aime plus).
Il figure aussi sur l'album live Radio Bemba Sound System. Sur ce même album, une autre chanson, Por dondre saldra el sol?, reprend les paroles des couplets de la chanson Clandestino, mais la musique et le refrain sont différents. Le nouveau refrain est le titre de ce morceau, et il s'agit d'une des phrases des paroles d'une autre chanson de Manu Chao, Luna y Sol.
Un remix (le "Latino remix") figure sur l'album Earth N Bass du DJ new-yorkais Sultan32.
Le 31 mai 2019 sort une nouvelle version en duo avec Calypso Rose.

## Paroles

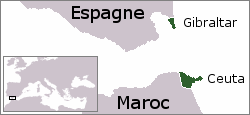
Localisation de Ceuta et Gibraltar.

Les paroles de Clandestino sont le récit à la première personne d'un immigrant clandestin sans-papiers, seul, l'âme en peine, condamné à courir pour fuir l'autorité car il est hors-la-loi, parti vers le Nord à la recherche d'un travail en laissant toute sa vie derrière lui entre Ceuta (possession espagnole en Afrique du Nord) et Gibraltar (possession britannique en Europe) pour se retrouver perdu  au cœur de « la grande Babylone » (note : "Babylone" une notion des rastas qui désigne l'Occident corrompu et décadent, le système répressif et toute forme d'autorité oppressive.), tel un fantôme errant ou une raie dans la mer (note : celles-ci y vivent cachées dans le fond).

Il est juste appelé « le clandestin » (et non pas par son nom, devenant un anonyme), comme d'autres étrangers (l'algérien, le péruvien, le bolivien, etc.).

Il est rejeté par la société comme tout ce qui est illégal (la marijuana, etc.).

Dans la chanson le nom de l'ancien groupe de Manu Chao, la Mano Negra est évoqué (dont le sens est rendu en français par "travail au noir").

## Clip
Il est réalisé par François Bergeron et a obtenu le 1er prix MTV Award Latino.

## Reprises
- Adriana Calcanhotto (chanteuse brésilienne) (album Público - (Ao Vivo) (2000))
- Tihuana (groupe brésilien) (album Ilegal (2000))
- Fiorella Mannoia (chanteuse italienne) (album Concerti (2004))
- Scala & Kolacny Brothers (chorale belge) (album Respire, 2004)
- El Gafla (groupe multiculturel parisien, en duo avec Manu Chao) (album pA/Ris-Casbah (2006))
- José Mercé (chanteur espagnol de flamenco)
- Florent Pagny dans son album Baryton. Gracias a la vida (2012)
- Rodrigo y Gabriela (2019)

- Le groupe Même Pas Cap a écrit une parodie de la chanson intitulée Coquine[1].
- Lila Downs (chanteuse mexicaine) dans son album Al Chile (2019)
- Manu Chao & Calypso Rose
- Modena City Ramblers (groupe italien) sur l'album Tracce Clandestine (2015)
- Le Groland a fait une parodie : Manu Chouchou : "Dans ton culo, Clandestino" au sujet de la réélection de Donald Trump.